# Fulvie
Pour les articles homonymes, voir Fulvius Flaccus.
Fulvia Flacca Bambula (77-40 av. J.-C.), communément appelée Fulvia, est une aristocrate romaine qui vécut pendant la République romaine tardive. Elle épouse successivement trois des Romains les plus prometteurs de sa génération, Publius Clodius Pulcher, Caius Scribonius Curion et Marc Antoine. Ses trois maris font partie des populares, tribuns de la plèbe et tous sont soutenus par Jules César. Même si elle reste plus célèbre pour son implication dans la carrière de Marc Antoine, de nombreux chercheurs pensent qu'elle a été politiquement active avec tous ses maris.
Fulvia est surtout connue pour ses activités au cours de son troisième mariage et son implication dans la guerre de Pérouse de 41-40 av. J.-C.. Elle est la première femme romaine à apparaître sur une monnaie contemporaine.

## Naissance et premières années
Fulvia Flacca Bambula est née à Rome ou à Tusculum, en Italie. Sa date de naissance n'apparaît pas dans les registres anciens. Fulvia était membre de la gens Fulvia originaire de Tusculum. Sa mère était une arrière-arrière-petite-fille de Scipion l'Africain et d'Aemilia Tertia. Les Fulvii étaient l'une des plus éminentes familles plébéiennes nobles républicaines de Rome ; divers membres avaient atteint le consulat et devinrent sénateurs, même si aucun Fulvius n'atteint le consulat après 125 av. J.-C.. Fulvia est le seul enfant de Marcus Fulvius Flaccus Bambalio et de Sempronia Gracchae et peut-être la dernière de leurs nobles lignées. Son père, Marcus Fulvius Flaccus Bambalio, est un préteur romain, fils de Marcus Fulvius Flaccus, Consul de la République romaine en 125 av. J.-C. Le surnom de « Bambalio » signifiant « bégayer » en latin, lui est donné à cause d'un défaut d'élocution. Ce dernier est un descendant de Marcus Fulvius Flaccus, fondateur de la branche des Flaccus de la gens Fulvia et consul en 264 av. J.-C. La mère de Fulvia est Sempronia Gracchae, fille de Caius Sempronius Gracchus, l'un des Gracques. Ce dernier est le fils de Tiberius Sempronius Gracchus, consul en 177 av. J.-C. et en 163 av. J.-C. Son grand-père paternel est Sempronius Tuditanus, décrit par Cicéron comme un fou, qui aimait jeter son argent à la population depuis les Rostres.
À la mort de sa mère, en 63 av. J.-C., elle devint l'héritière de la grande fortune de la maison des Gracques et c'est pour cette raison qu'elle fut très populaire dès ses débuts.

## Premier mariage à Publius Clodius Pulcher
Son premier mariage est avec Publius Clodius Pulcher, vers 62 av. J.-C. Fulvia et Clodius ont deux enfants, un fils également nommé Publius Clodius Pulcher et une fille, Clodia Pulchra. Clodia Pulchra épouse le futur empereur Auguste jusqu'en 40 av. J.-C. En tant que couple, ils allaient partout ensemble,. Clodius est un politicien aristocratique du parti des populares, extrêmement populaire auprès des masses urbaines. Plutarque le considère comme un démagogue. Il est surtout connu comme ennemi de Cicéron en raison de son implication dans l'affaire Bona Dea. En 62 av. J.-C., Clodius, habillé en femme, entre dans la maison de Jules César alors qu'elle est placée sous le signe du sacré (et uniquement accessible aux femmes) pendant l'accomplissement des rites de Bona Dea. Accusé d'incestum, Clodius se défendit lui-même en déclarant qu'il n'était pas à Rome le jour des rites sacrés, alibi réfuté par Cicéron devant le tribunal. Alors commence une longue inimitié entre les deux hommes.
En 52 av. J.-C., Clodius postule pour la charge de préteur et entre en concurrence avec un rival consulaire, Titus Annius Milon ; cette lutte devient violente. Clodius est tué le 18 janvier par Milon et sa bande sur la Via Appia (voie construite par les ancêtres de Clodius). Fulvie apparaît pour la première fois dans les affaires publiques après la mort de Clodius. Elle pleure publiquement sur le corps de son mari et le promène dans les rues de Rome ; en raison de la popularité de Clodius, une foule en colère s'empare de son cadavre et l'incinère dans le Sénat. Fulvie et sa mère Sempronia Gracchae sont toutes deux présentes lors du procès de Milon, et Fulvie est même le dernier témoin de l'accusation. Cicéron est l'avocat de Milon, ce dont Fulvia lui gardera une rancune tenace,. Milon est exilé pour son crime.
De son vivant, Clodius avait de nombreuses bandes sous son autorité et Fulvie conserve le pouvoir sur elles, tandis que leurs membres lui jurent fidélité. Il existe aussi plusieurs preuves montrant qu'elle peut avoir été impliquée dans l'organisation des collegia. Comme elle est la veuve de Clodius et la mère de ses enfants, elle est également un symbole et un rappel de son existence, et elle est donc en mesure de transférer ce pouvoir à ses futurs maris.

## Second mariage
Après la mort de Publius Clodius Pulcher, en 52 av. J.-C., Fulvie épouse en secondes noces le sénateur Caius (ou Quintus selon les sources) Scribonius Curio. Cette union restera stérile. Celui-ci est un grand serviteur de Jules César et devient maître de la Sicile en en chassant Caton d'Utique. Mais bientôt il doit débarquer en Afrique pour vaincre les troupes de Juba Ier, roi de Numidie et allié de Pompée. La bataille tourne à l'avantage des Pompéiens et Curio périt au combat en 49 av. J.-C., laissant Fulvie veuve une nouvelle fois.

## Mariage avec Marc Antoine

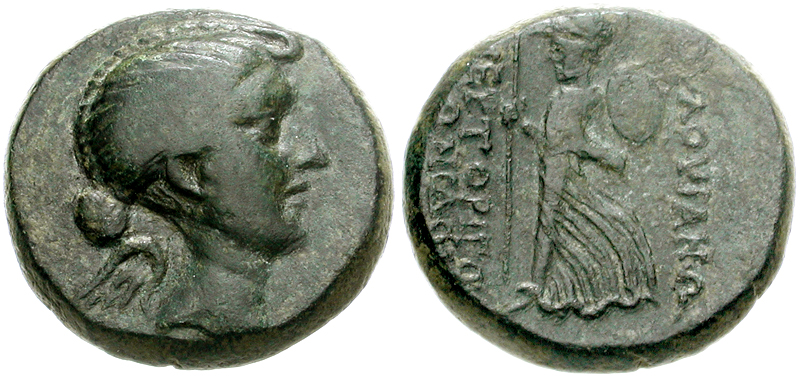
Monnaie sur laquelle est représentée Fulvia, première femme de Publius Clodius Pulcher, ensuite de Curion et finalement de Marc Antoine. En 41--40 Æ 18 mm (7.82 g, 12h). Zmertorix, fils de Philonides, magistrat. Buste de Fulvia avec Niké/Athéna debout, tenant un bouclier et une lance.
[Z]MERTOR[IGOS/FILWNIDOU] en deux lignes. RPC I 3139; SNG Copenhague.

Mais Fulvie est surtout connue par son troisième mariage avec le triumvir Marc Antoine dont c'est le deuxième mariage. Plutarque précise que Fulvie menait sa carrière politique à travers ses maris et elle avait besoin, à la mort de Curion, d'un nouveau protecteur. Marc Antoine était le parfait candidat, vu ses ambitions. Comme l'avait fait précédemment Publius Clodius Pulcher, Marc Antoine profita de la brillante situation financière de Fulvie. Apparemment, le couple vécut heureux et Marc Antoine alla même jusqu'à rebaptiser la ville grecque Eumenia du nom de Fulvia.
Après l'assassinat de Jules César, lors de la formation du Second triumvirat, Marc Antoine, pour consolider l'alliance fragile avec Octavien, lui offre sa belle-fille Clodia Pulchra en mariage. Mais celui-ci la répudie (vierge selon Suétone) en 40 av. J.-C. Lors des proscriptions, Fulvie se serait réjouie en voyant les mains de l'écrivain et ancien consul Cicéron clouées aux portes du Sénat.
Elle donna à Marc Antoine deux fils :
- Marcus Antonius Antyllus (47 av. J.-C. - 30 av. J.-C.), plus tard exécuté par Octavien ;
- Iullus Antonius (45 av. J.-C. - 2 av. J.-C.), consul de l'Empire romain en l'an 10 av. J.-C., condamné au suicide.

## La guerre de Pérouse et la fin de Fulvie
Mais en 40 av. J.-C., Octavien répudie Clodia Pulchra, la fille de Fulvie et de Publius Clodius Pulcher. Fulvie prend cela pour une provocation et réussit à faire lever huit légions en Italie ; elle occupe Rome pour une courte période. Elle demande des renforts à son beau-frère, Lucius Antonius, frère de Marc Antoine, qui, avec ses troupes, se replie à Pérouse, en Italie. Octavien assiège la ville, ce qui provoque la guerre de Pérouse. Lucius Antonius réussit toutefois à se faire pardonner en 40 av. J.-C. Mais Fulvie ne renonce pas à ses envies de détrôner Octavien qui la fait exiler à Sicyone, en Grèce, et l'oblige à divorcer de Marc Antoine qui se remarie par la suite avec la sœur d'Octavien, Octavia Thurina Minor. Quelque temps plus tard, elle meurt en exil.

## Annexes

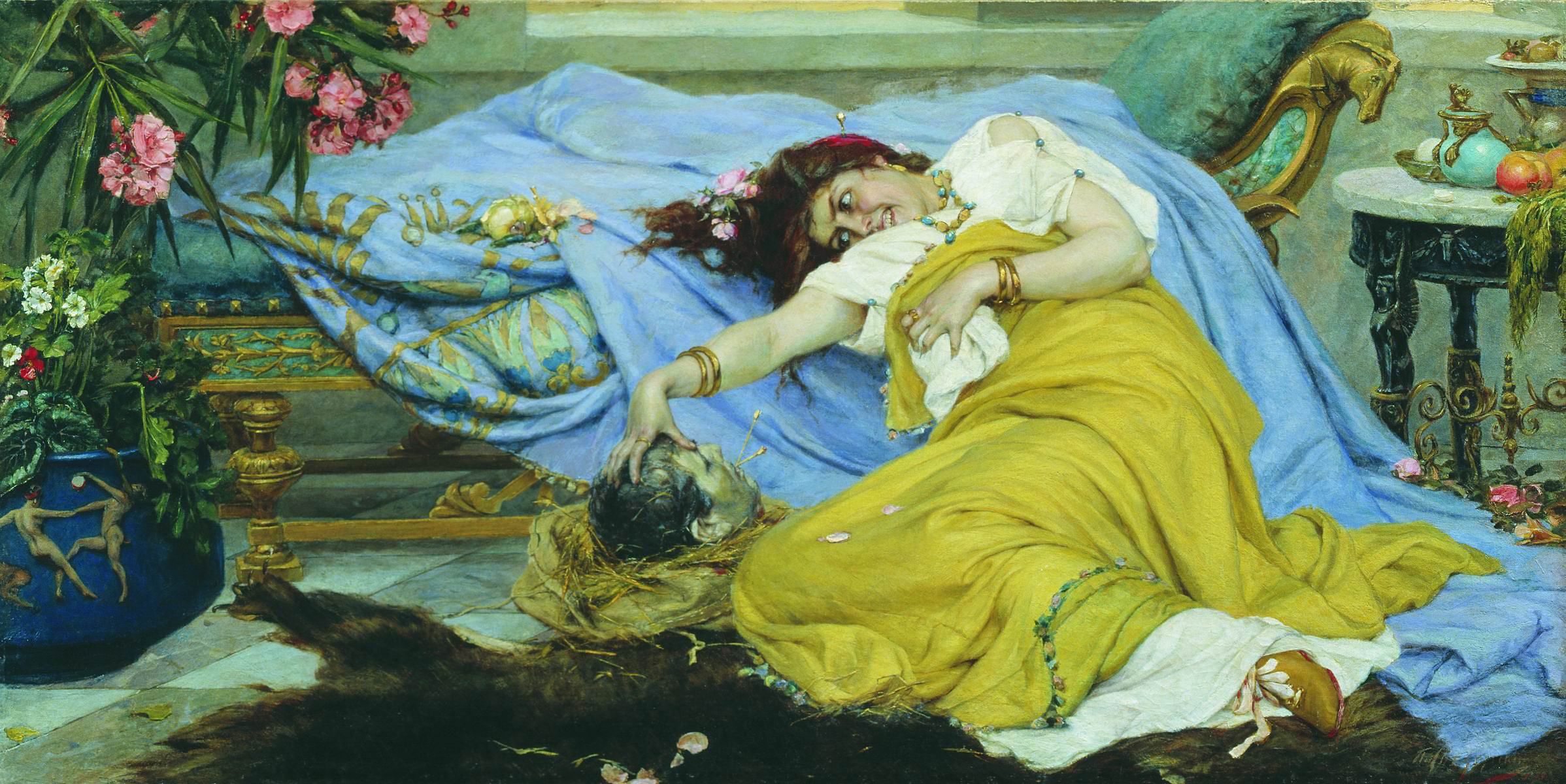
Fulvie et la tête de Cicéron (Pavel Svedomski, 1849-1904).